# ビュー
ビューは、視点、眺望のこと。
三次元空間を二次元平面で表現する際の視点の位置により、以下のビューが存在する。
トップビュー真上（鉛直方向）または斜め上方からの視点で表し、画面の前後（上下）方向を天地と一致させる方式。
クォータービュー斜め上方からの視点で表し、画面の前後（上下）方向を天地とは斜めにずらす方式。XYZ軸がそれぞれ120°の角度で表現されるのが一般的とされる。
- 元々はFZ戦記アクシスのキャッチコピーとして作られた造語であり、英語圏ではアイソメトリックビュー（英: isometric view）と呼ぶ。
- （関連）英語でスリークォータービュー（three-quarter view）と言った時は視点を指すのではなく、絵画や写真で対象物・被写体の正面が（厳密ではないが）3/4ほど見えていることを意味する。正面向きと横向きの中間を指し、例えばモナ・リザの体の向きはスリークォータービューである。

サイドビュー真横（水平方向）からの視点で表す方式。
その他、カーナビゲーション、レースゲームやファーストパーソン・シューティングゲームなどで、以下のビューが使用されている。
ドライバーズビュー運転席から見たような視点。表示内に操作対象（カーナビであれば車）全体は映し出されない。
バードビュー対象（車）を中心に、少し上空から見下ろしたような視点。操作対象が表示される。
また、ドライバーズビューとバードビュー、また操作対象の真後ろ方向からのビュー等を総称してフロントビューとも呼ぶ。
ファーストパーソンビュー主観視点の意味。日本での造語であり、英語圏ではファースト・パーソン・パースペクティブ（英: First-person perspective）などといい、そういった視点でプレイするビデオゲームのことをファーストパーソン（英: First person）やファースト・パーソン・シューター略してFPS（英: First-person shooter）と呼称している。